# Drückerfische
Die Drückerfische (Balistidae) sind eine Familie der Ordnung der Kugelfischverwandten (Tetraodontiformes). Sie bewohnen tropische und subtropische Bereiche des Atlantischen, Indischen und Pazifischen Ozeans, vor allem Korallenriffe. Nur wenige Arten leben pelagisch im offenen Ozean. Der Graue Drückerfisch (Balistes capriscus) kommt auch im Mittelmeer vor und ist als einziger Drückerfisch Irrgast in der Nordsee.

## Merkmale
Drückerfische werden 16 Zentimeter bis einen Meter lang und haben einen kräftigen, hochgebauten und seitlich abgeflachten Körper. Häufig sind sie leuchtend gefärbt und auffallend gemustert. Ihr Körper ist von einer dicken Haut und kleinen, sich nicht überlappenden Schuppen bedeckt. Die Schuppen tragen häufig kleine Stacheln. Drückerfische haben immer nur 18 Wirbel. Die spatel-, sichel- oder lyraförmige Schwanzflosse hat zwölf Flossenstrahlen. Der Kopf mit den hochliegenden und weit zurückliegenden Augen, die sie unabhängig voneinander bewegen können, nimmt einen sehr großen Teil – bis zu einem Drittel – der Körperlänge ein. Durch die Größe des Suspensoriums sind Hyomandibel und Quadratum unüblich weit auseinandergerückt, durch das sehr große Präoperculum aber dennoch fest verbunden. Zweck dieser auffallenden Konstruktion ist der Schutz der Augen bei der Nahrungsbeschaffung. Das Maul selbst ist sehr klein, jedoch mit kräftigen, meißelähnlichen Zähnen ausgestattet. Im Oberkiefer sitzen normalerweise auf jedem Prämaxillare vier Zähne in der ersten und drei Zähne in der zweiten Reihe, also insgesamt 14 Zähne. Drückerfische schwimmen vor allem durch undulierende („flappende“) Bewegungen ihrer symmetrisch einander gegenüberstehenden weichstrahligen zweiten Rückenflosse und der Afterflosse. Auffallend ist ihre oft schräge Schwimmlage. Die Schwanzflosse fungiert als Seitenruder und wird nur bei höheren Geschwindigkeiten für den Vortrieb eingesetzt (balistiformes Schwimmen).

### Der Drückermechanismus
Die hartstrahlige, erste Rückenflosse hat drei Flossenstrahlen, der dritte kann sehr klein sein oder fehlen. Der erste und längste Flossenstrahl bildet mit dem zweiten Flossenstrahl den Drückermechanismus, dem die Fische ihren deutschen Namen verdanken. Der erste Flossenstachel kann aufgestellt und durch den zweiten fixiert werden, indem dieser in eine V-förmige Rinne auf der Rückseite des ersten einschnappt. So lässt sich der erste Flossenstrahl erst wieder niederlegen, wenn der zweite durch Muskelzug nach hinten umgelegt wird. Ist auch der dritte Flossenstrahl vorhanden, so muss dieser vor dem zweiten umgelegt werden. Gemeinsam mit den verwachsenen Bauchflossen – die nur mehr einen gesägten, kräftigen und aus zusammengewachsenen Strahlen bestehenden Flossenstachel repräsentieren, der mit dem Becken durch ein Gelenk und eine flexible Haut verbunden ist – können sich die Fische in Spalten der Korallen- und Felsenriffe festklemmen und sind so nur schwer von Fressfeinden zu erbeuten. In dieser Stellung schlafen die Tiere auch. Sie benutzen meist den gleichen Schlafplatz und wechseln ihn nur mit wachsender Körpergröße. Beim Schwimmen werden die Hartstrahlen in eine Furche am Rücken zurückgelegt und sind dann nicht sichtbar. Denselben Drückermechanismus besitzen auch die nah verwandten Feilenfische.
Ehe der Drückermechanismus bekannt war, nannte man die Balistiden wegen des großen, dicken Rückenstachels Hornfische – zumal das „Horn“ ja nahe dem Kopf liegt („Horn“ und „Hirn“ sind gleichen Ursprungs – beide gehören zum Kopf).

### Laute
Drückerfische gehören zu den Fischen, die in der Lage sind, deutlich vernehmbare Laute zu erzeugen. Sie können mit den Zähnen knirschen, Partien des Schultergürtels an der Schwimmblase reiben und so trommelnde Geräusche erzeugen. Klappen sie ihren ersten Rückenflossenstrahl auf und nieder und lassen den zweiten ein- und ausschnappen, so hört man ein lautes Knacken.

## Lebensweise und Ernährung

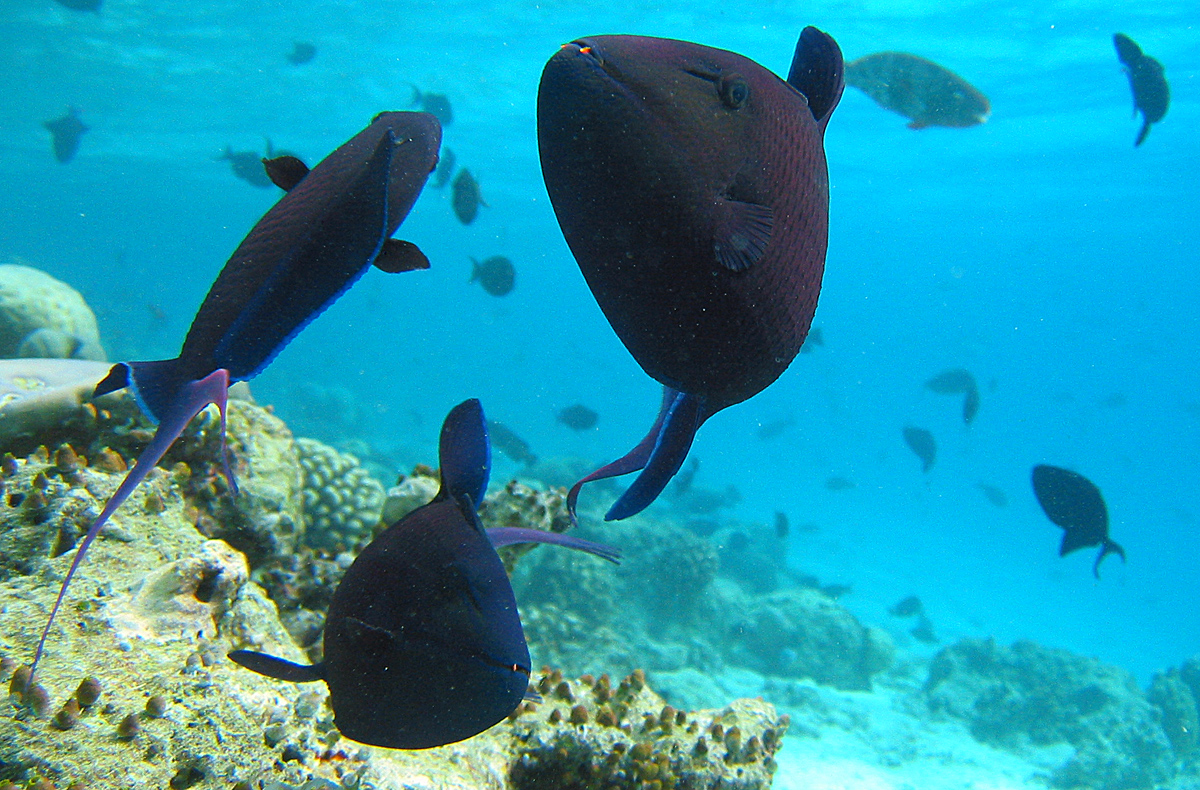
Eine Gruppe Rotzahn-Drückerfische beim Planktonfang

Drückerfische leben vor allem in Bodennähe und solitär, Rhinecanthus-Arten bilden in ihrer Jugend Schwärme, der Rotzahn-Drückerfisch und der Indische Drückerfisch bilden tagsüber lockere Gruppen. Die solitären Arten sind revierbildend. Ihre Individuendichte in geeigneten Lebensräumen ist oft sehr hoch.
Drückerfische ernähren sich vor allem von hartschaligen Wirbellosen, wie Krebstieren, Weichtieren, Stachelhäutern, aber auch Korallen, Schwämme, Seescheiden, kleine Fische, Zooplankton, Algen und Seegras werden von einigen Arten verzehrt. Bei ihrer Suche nach Beutetieren können sie mit ihrem Maul Steine oder Korallen anheben oder einen Wasserstrahl erzeugen, der ihre Nahrung am Meeresboden freilegt (daher die engen Kiemenöffnungen). Seeigel werden von einigen Drückerfischarten mit einem Wasserstrahl umgedreht, so dass sie mit ihrer verwundbaren Seite oben liegen.

## Fortpflanzung und Revierverhalten
Drückerfische zeigen nur wenig Geschlechtsunterschiede, meistens sind die Männchen größer und etwas intensiver gefärbt. Oft haben die Weibchen kleine Territorien innerhalb eines größeren einem Männchen gehörenden Reviers. Ihre Eier legen die meisten bodenbewohnenden Arten in großen trichterförmigen Gruben ab, die sie durch Anblasen mit einem Wasserstrahl in den Sandboden graben. Gelaicht wird in der Dämmerung, oft einen Tag vor Neumond. Das Gelege besteht aus winzigen, in einer scheibenförmigen Masse an den Untergrund gehefteten Eier und wird vom Weibchen befächelt, bewacht und sehr aggressiv verteidigt. Einen Gegner warnen sie vor einem Angriff durch einen Kopfstand. Anschließend schwimmen sie mit großer Geschwindigkeit auf den Kontrahenten zu und drehen im letzten Augenblick ab. Kommt der Gegner immer noch näher, rammen oder beißen sie ihn beim nächsten Angriff. Gelege bewachende Riesen-Drückerfische greifen Taucher an, sobald sie sich auf weniger als zehn Meter nähern. Bei der Revierverteidigung trommeln sie. 
Die Larven schlüpfen schon nach 12 bis 24 Stunden, leben anschließend sehr lange pelagisch im offenen Ozean und verbreiten sich so sehr weit. Bei einigen Arten sind die Jungfische schon 15 Zentimeter lang, wenn sie zum bodennahen Leben der erwachsenen Tiere übergehen.
Die pelagischen Arten laichen im offenen Ozean und betreiben keine Brutpflege. Auch ihre Eier sind pelagisch.

## Äußere Systematik
Drückerfische gehören zu den Kugelfischverwandten (Tetraodontiformes) und bilden zusammen mit ihrer Schwestergruppe, den Feilenfischen (Balistidae), die Unterordnung Balistoidei. In älteren Publikationen werden die Feilenfische oft noch als Unterfamilie Monacanthinae zu den Drückerfischen gezählt.

## Arten
Es gibt 12 Gattungen und 43 Arten:
- Abalistes Jordan & Seale, 1906
  - Abalistes filamentosus Matsuura & Yoshino, 2004
  - Sternen-Drückerfisch (Abalistes stellaris) (Bloch & Schneider, 1801)
  - Abalistes stellatus (Anonymous, 1798)
- Balistapus Tilesius, 1820
  - Orangestreifen-Drückerfisch (Balistapus undulatus) (Park, 1797)Orangestreifen-Drückerfisch (Balistapus undulatus)
- Balistes Linnaeus, 1758

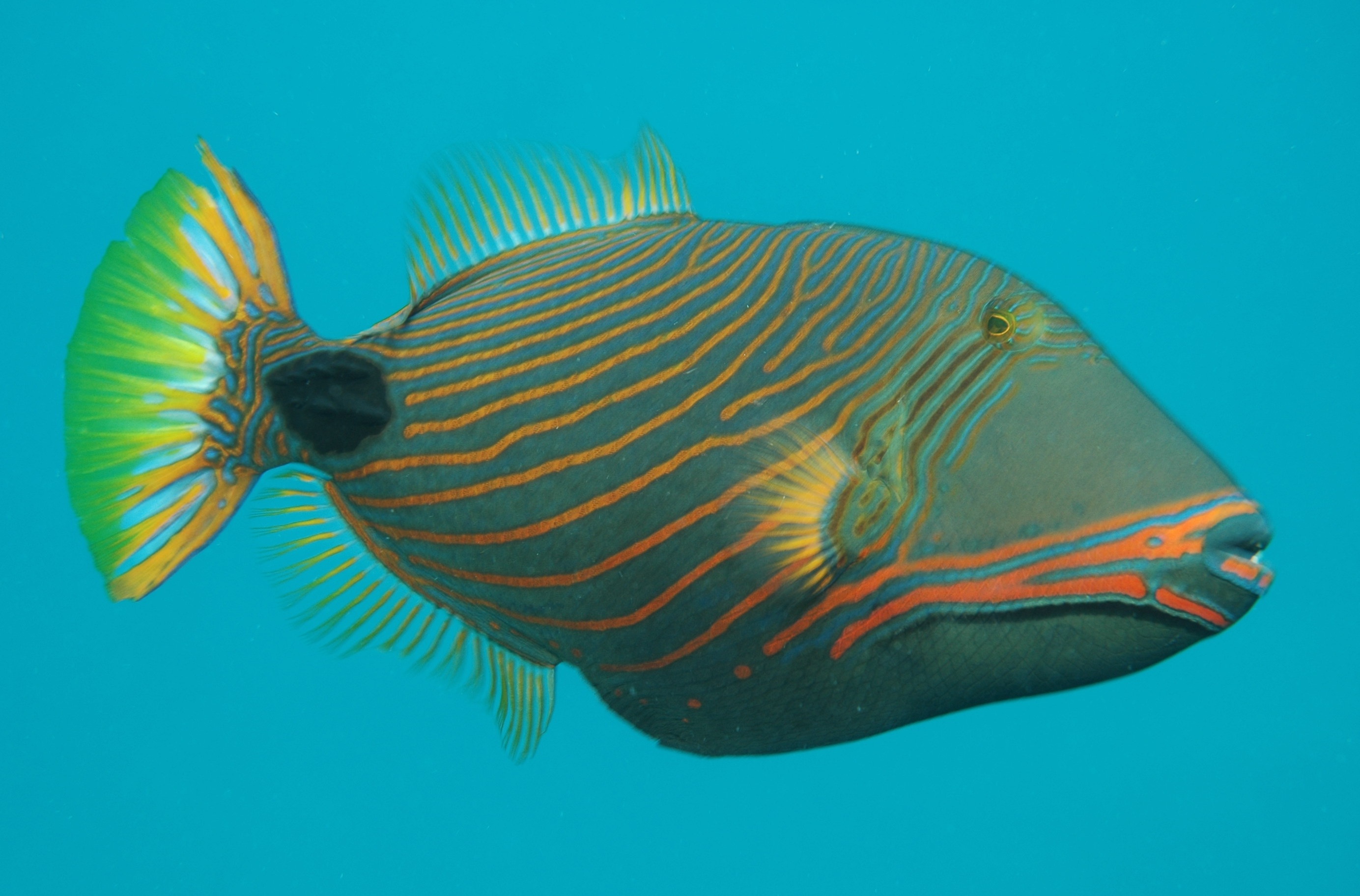
Orangestreifen-Drückerfisch (Balistapus undulatus)

  - Grauer Drückerfisch (Balistes capriscus) Gmelin, 1789
  - Balistes ellioti Day, 1889 (zweifelhaft)
  - Ostpazifischer Drückerfisch (Balistes polylepis) Steindachner, 1876
  - Balistes punctatus Gmelin, 1789
  - Balistes rotundatus Marion de Procé, 1822
  - Königin-Drückerfisch (Balistes vetula) Linnaeus, 1758
  - Balistes willughbeii Lay & Bennett, 1839
- Balistoides Fraser-Brunner, 1935
  - Leopard-Drückerfisch (Balistoides conspicillum) (Bloch & Schneider 1801)Leopard-Drückerfisch (Balistoides conspicillum)

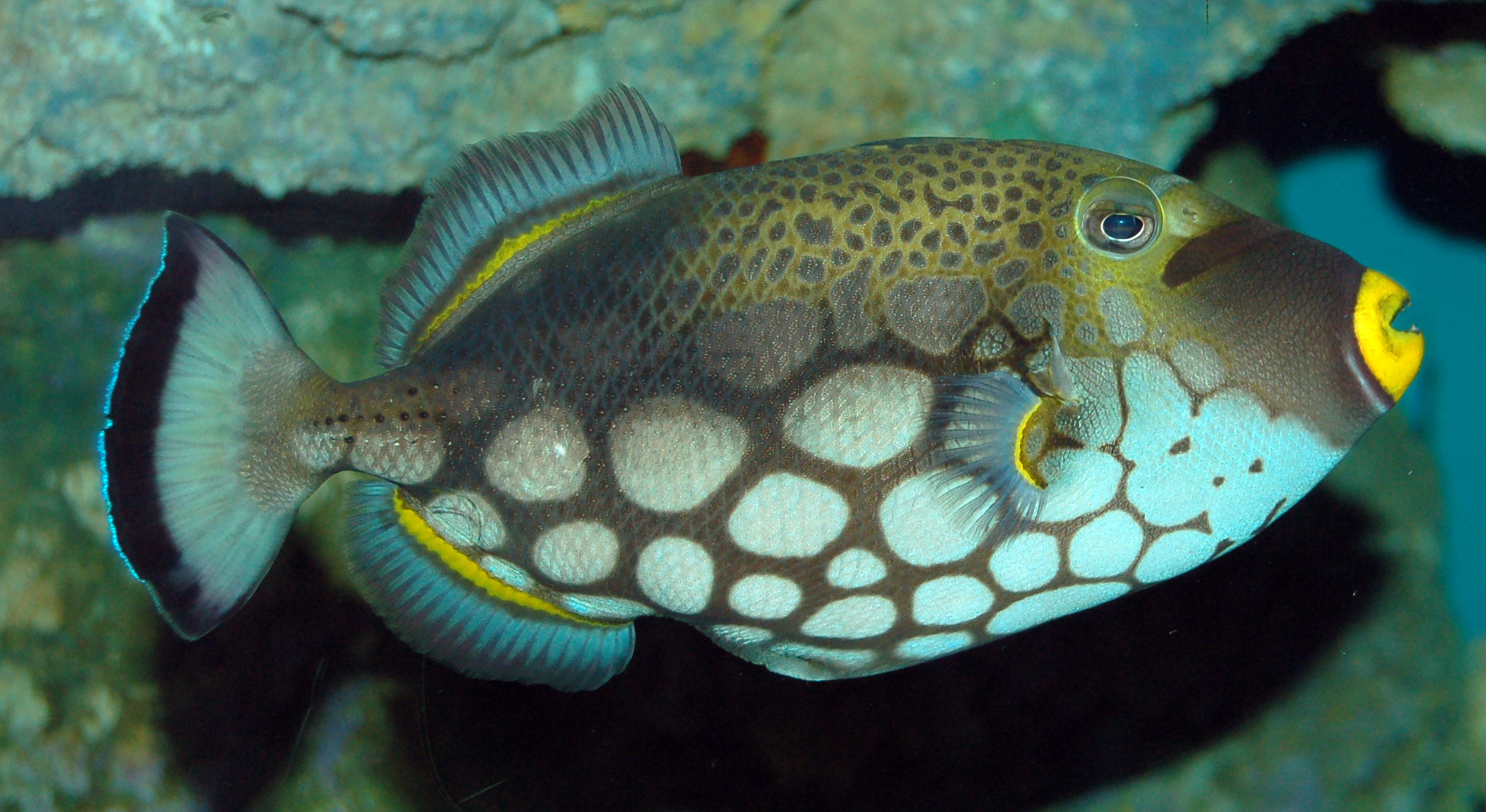
Leopard-Drückerfisch (Balistoides conspicillum)

  - Riesen-Drückerfisch (Balistoides viridescens) (Bloch & Schneider 1801)
- Canthidermis Swainson, 1839
  - Canthidermis macrolepis (Boulenger, 1888)
  - Schneeflocken-Drückerfisch (Canthidermis maculata) (Bloch, 1786)
  - Canthidermis sufflamen (Mitchill, 1815)
- Melichthys Swainson, 1839
  - Indischer Drückerfisch (Melichthys indicus) Randall & Klausewitz, 1973
  - Schwarzer Drückerfisch (Melichthys niger) (Bloch, 1786)
  - Witwen-Drückerfisch (Melichthys vidua) (Richardson, 1845)Witwen-Drückerfisch (Melichthys vidua)
- Odonus Gistel, 1848

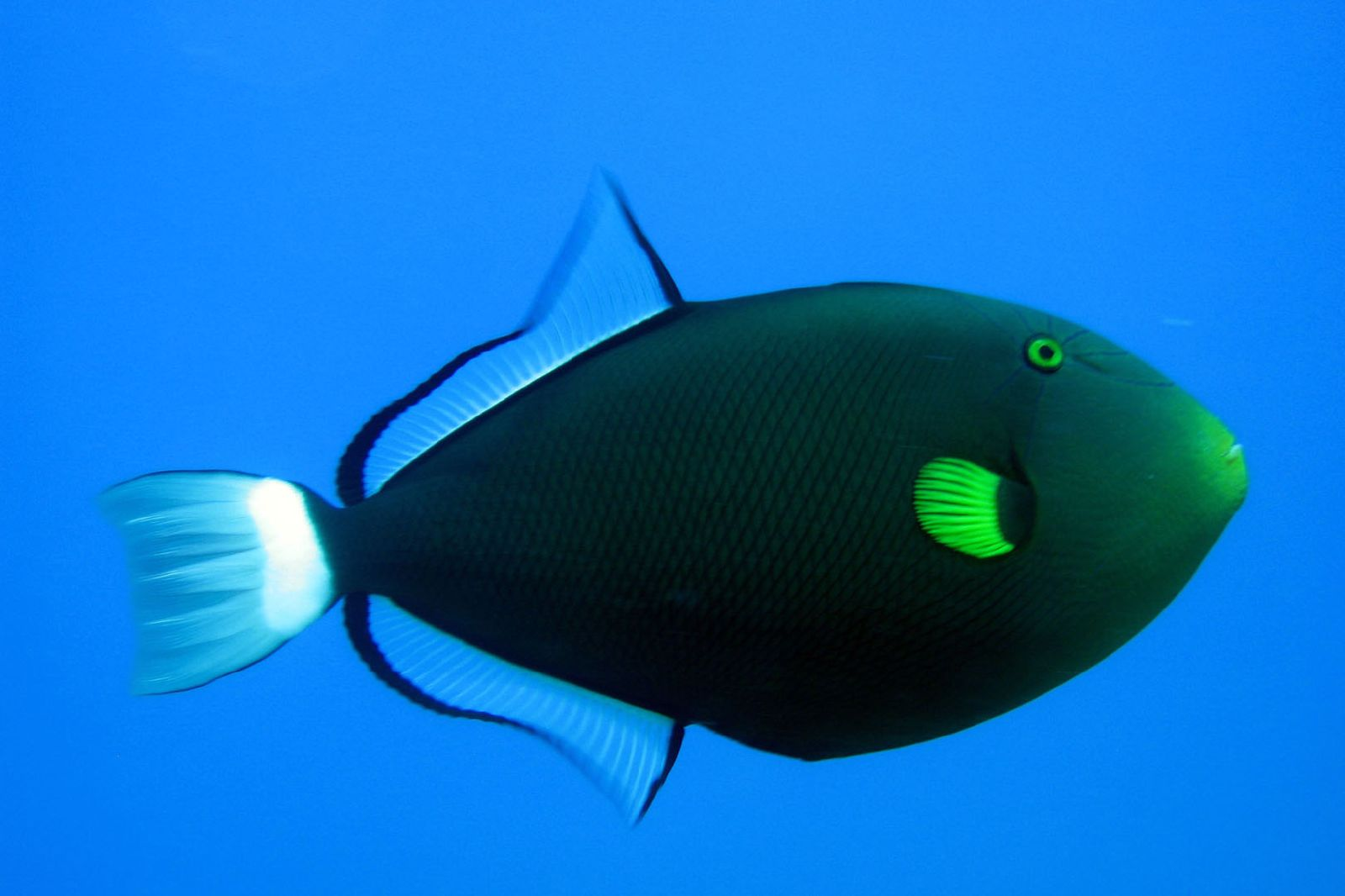
Witwen-Drückerfisch (Melichthys vidua)

  - Rotzahn-Drückerfisch (Odonus niger) (Rüppell, 1836)
- Pseudobalistes Bleeker, 1865
  - Gelbsaum-Drückerfisch (Pseudobalistes flavimarginatus) (Rüppell, 1829)Gelbsaum-Drückerfisch (Pseudobalistes flavimarginatus)

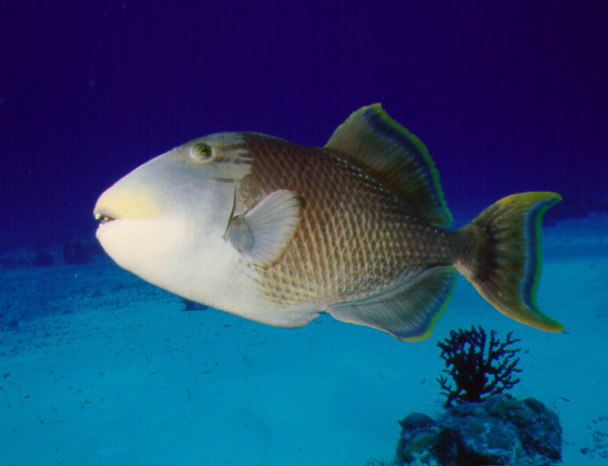
Gelbsaum-Drückerfisch (Pseudobalistes flavimarginatus)

  - Blaustreifen-Drückerfisch (Pseudobalistes fuscus) (Bloch & Schneider, 1801)
  - Pseudobalistes naufragium (Jordan & Starks, 1895)
- Rhinecanthus Swainson, 1839
  - Rhinecanthus abyssus Matsuura & Shiobara, 1989
  - Picasso-Drückerfisch (Rhinecanthus aculeatus) (Linnaeus, 1758)
  - Rotmeer-Picassodrückerfisch (Rhinecanthus assasi) (Forsskål, 1775)Rotmeer-Picassodrückerfisch (Rhinecanthus assasi)

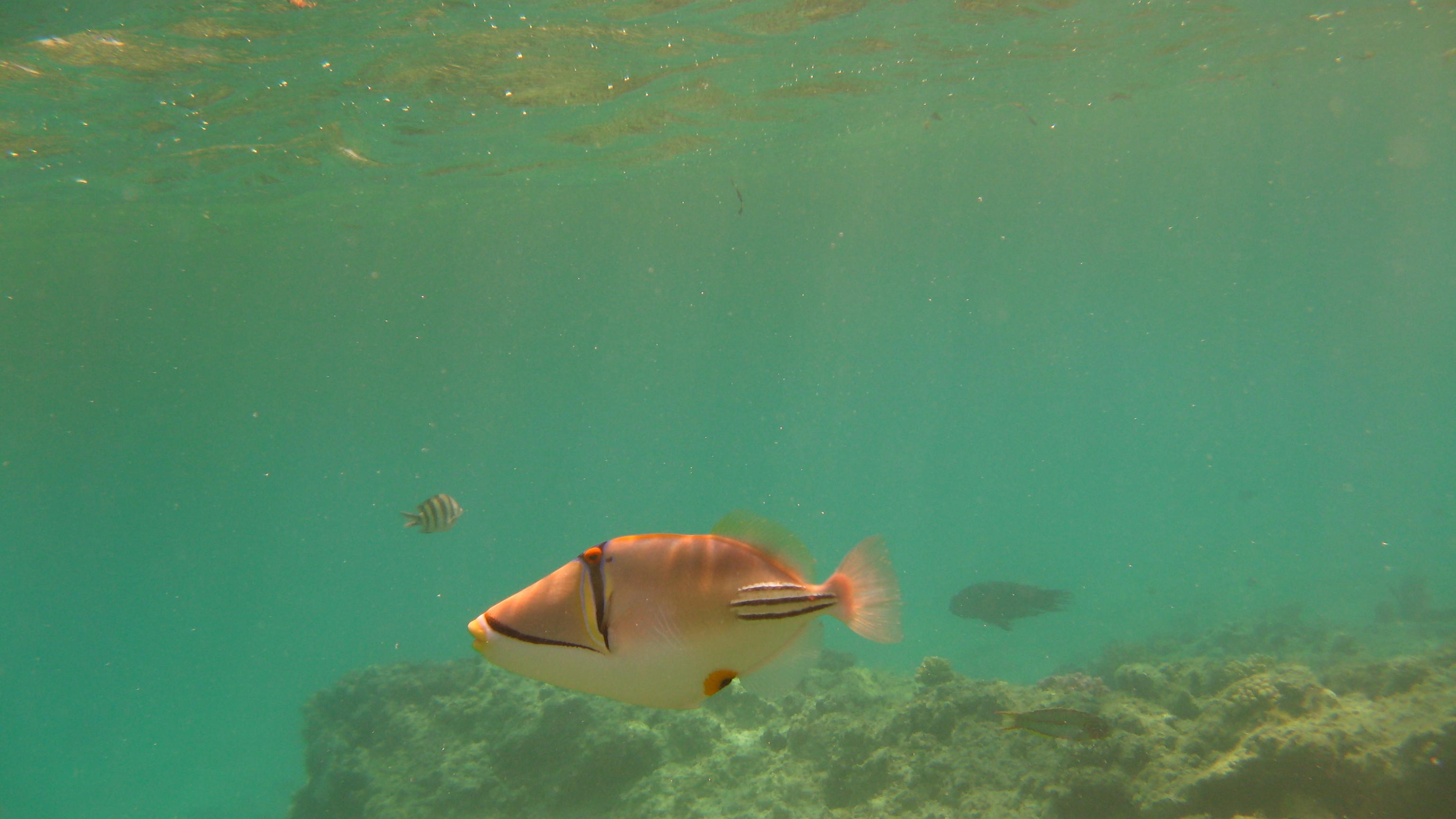
Rotmeer-Picassodrückerfisch (Rhinecanthus assasi)

  - Rhinecanthus cinereus (Bonnaterre, 1788)
  - Rhinecanthus lunula Randall & Steene, 1983
  - Diamant-Picassodrückerfisch (Rhinecanthus rectangulus) (Bloch & Schneider, 1801)
  - Bauchfleck-Picassodrückerfisch (Rhinecanthus verrucosus) (Linnaeus, 1758)
- Sufflamen Jordan, 1916
  - Sufflamen albicaudatum (Rüppell, 1829)
  - Bumerang-Drückerfisch (Sufflamen bursa) (Bloch & Schneider, 1801)
  - Weißrand-Drückerfisch (Sufflamen chrysopterum) (Bloch & Schneider, 1801)
  - Sufflamen fraenatum (Latreille, 1804)
  - Sufflamen verres (Gilbert & Starks, 1904)
- Xanthichthys Kaup in Richardson, 1856
  - Blaukehl-Drückerfisch (Xanthichthys auromarginatus) (Bennett, 1832)
  - Xanthichthys caeruleolineatus Randall, Matsuura & Zama, 1978
  - Xanthichthys greenei Pyle & Earle, 2013
  - Xanthichthys lima (Bennett, 1832)
  - Xanthichthys lineopunctatus (Hollard, 1854)
  - Xanthichthys mento (Jordan & Gilbert, 1882)
  - Sargasso-Drückerfisch (Xanthichthys ringens) (Linnaeus, 1758)Sargasso-Drückerfisch (Xanthichthys ringens)
- Xenobalistes Matsuura, 1981

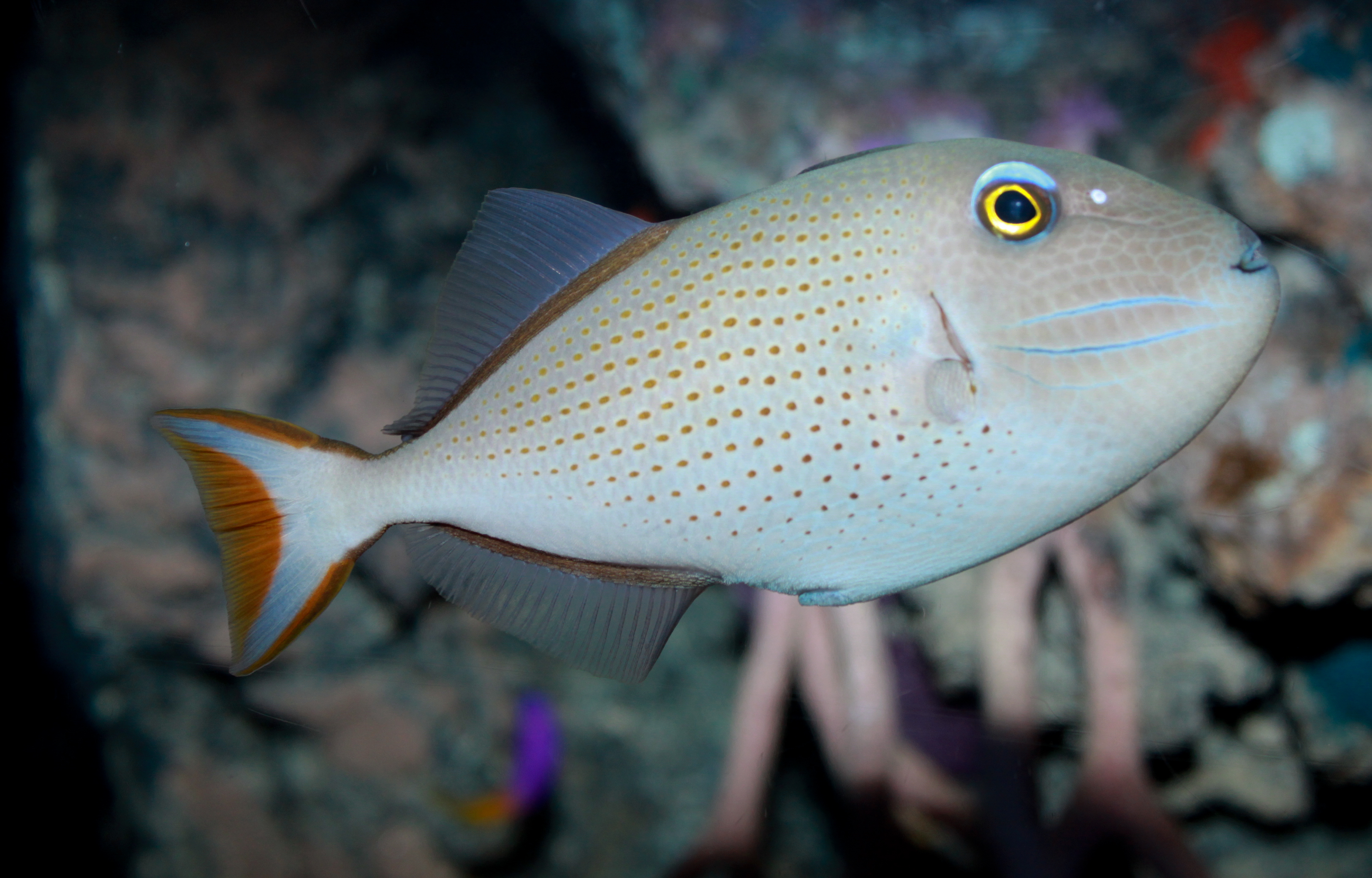
Sargasso-Drückerfisch (Xanthichthys ringens)

  - Xenobalistes tumidipectoris Matsuura, 1981

## Fossilbefund
Mit Oligobalistes robustus aus dem unteren Oligozän des Nordkaukasus ist auch ein fossiler Drückerfisch bekannt.

## Nutzung
Im Unterschied zu vielen anderen Kugelfischverwandten sind Drückerfische nicht giftig, auch nicht ihre Innereien, und werden vom Menschen verzehrt. Die algenfressenden Arten können allerdings beim Menschen eine Ciguateravergiftung auslösen. Besonders bunte Drückerfischarten werden auch zu aquaristischen Zwecken lebend gefangen und in die wohlhabenden Länder exportiert. Sie werden allerdings meistens zu groß für Privataquarien und sind bissig gegenüber vergesellschafteten Fischen. Auch in großen öffentlichen Schauaquarien werden sie gern gezeigt.